# Teresina Moscatiello
Teresina Moscatiello (geboren 1975 in Nusco, Kampanien) ist eine deutsch-italienische Autorin, Regisseurin und Filmproduzentin.

## Leben
Moscatiello wuchs in Ommersheim auf und besuchte das Leibniz-Gymnasium in St. Ingbert. Im Anschluss studierte sie Literatur an der Sorbonne, sowie Theater-, Film- und Fernsehwissenschaft an der Ruhr-Universität Bochum und Regie an der Deutschen Film- und Fernsehakademie Berlin. 
Sie leitet Workshops für Schauspiel, Drehbuch- und Regie, etwa an der HFF München, der Goethe-Universität Frankfurt oder der Filmarche Berlin. 
Mit ihrem Kinodokumentarfilm Weltverbesserer auf dem Schlachtfeld erzählt Moscatiello die Geschichte von vier Statisten bei Kriegssimulationen der U.S. Army auf dem Truppenübungsplatz Hohenfels in der Oberpfalz. Der Film wurde aufgrund seines politisch-aktuellen Themas kurz vor Kinostart bei den Tagesthemen von Anne Will besprochen. Sie war Jurymitglied bei verschiedenen internationalen Festivals.  
Sie produzierte mehrere Dokumentarfilme und Spielfilme für Kino und TV, darunter Constructing Sochi von Steffi Wurster mit ihrer Firma Sinafilm Produktion GmbH (2014). Im März 2016 war sie im Rahmen des Film4Climate auf dem Internationalen Festival in Guadalajara. Sie präsentiert dort den in 3D gedrehten Dokumentarfilm Global Village. Der Film porträtiert den nördlichsten bewohnten Forschungsort der Welt und zeigt an konkreten Beispielen die Brisanz der Klimaproblematik in der Arktis.  Moscatiello unterstützt die internationale Fundraising-Kampagne Polar4 zum Schutz des Klimas unter der Leitung von Simone Orlandini und die damit verbundene internationale Forschungsexpedition der vier Segelboote im Sommer 2017 in die Arktis. Ihr Film North Pole: 90° North ist zurzeit in Vorbereitung mit ihrer Filmproduktion Rebis Film GmbH. Der Film erzählt die dramatische Expedition zum Nordpol im Jahre 1928 von Umberto Nobile und seiner Crew.
Seit März 2015 ist sie auf fünf Jahre gewähltes Mitglied der Komitees für den Konsularbezirk Berlin-Brandenburg.

## Werke
- Freistoss (2003)
- C.O.B.: Civilians on the Battlefield, deutsch: Weltverbesserer auf dem Schlachtfeld (2006)
- Co-Autorin  „Dokumentarfilm-Werkstattberichte“ Hrsg. Andres Veiel  Béatrice Ottersbach, UVK Verlag
- North Pole: 90° North (2015)